# Golyār
Golyār (persiska: گُليار, گلیار) är en ort i Iran.   Den ligger i provinsen Västazarbaijan, i den nordvästra delen av landet, 500 km väster om huvudstaden Teheran. Golyār ligger 1 550 meter över havet och antalet invånare är 108.
Terrängen runt Golyār är huvudsakligen kuperad. Golyār ligger nere i en dal. Runt Golyār är det ganska tätbefolkat, med 60 invånare per kvadratkilometer. Närmaste större samhälle är Mahabad, 15,1 km norr om Golyār. Trakten runt Golyār består i huvudsak av gräsmarker.